# Flabellina engeli
Flabellina engeli är en snäckart som beskrevs av Ev. Marcus och Er. Marcus 1968. Flabellina engeli ingår i släktet Flabellina och familjen Flabellinidae. Inga underarter finns listade i Catalogue of Life.